# Scolosanthus bahamensis
Scolosanthus bahamensis är en måreväxtart som beskrevs av Nathaniel Lord Britton. Scolosanthus bahamensis ingår i släktet Scolosanthus och familjen måreväxter.
Artens utbredningsområde är Bahamas. Inga underarter finns listade i Catalogue of Life.